# Oligonukleotydy
Oligonukleotydy – krótkie cząsteczki DNA lub RNA, które mają szeroki zakres zastosowania, między innymi w farmacji, genetyce czy kryminalistyce. Są one powszechnie wytwarzane w laboratorium przez syntezę chemiczną na podłożu stałym i mogą być otrzymywane jako cząsteczki jednoniciowe o dowolnie określonej sekwencji, co sprawia, że są niezbędne do syntezy sztucznych genów, reakcji łańcuchowej polimerazy (PCR), sekwencjonowania DNA, klonowania molekularnego i sond molekularnych. W przyrodzie oligonukleotydy zazwyczaj występują jako małe cząsteczki RNA, które biorą udział w regulacji ekspresji genu poprzez mechanizm interferencji RNA (miRNA i siRNA) lub w innych procesach regulacyjnych (np. piRNA lub scRNA), lub są produktami przejściowymi degradacji większych cząsteczek kwasu nukleinowego.
Sekwencję oligonukleotydów określa liczba i rodzaj nukleotydów, które tworzą całą cząsteczkę. Długość oligonukleotydu jest zwykle oznaczana przez "-mer" (z greckiego meros, "część"). Przykładowo, oligonukleotyd składający się z sześciu nukleotydów jest heksamerem, podczas gdy złożony z 25 nukleotydów to pentakozamer, zwykle nazywany "25-merem". Oligonukleotydy łatwo wiążą się, w sposób specyficzny dla danej sekwencji, z odpowiednimi komplementarnymi oligonukleotydami DNA lub RNA, tworząc dupleksy lub, rzadziej, hybrydy wyższego rzędu.

## Synteza

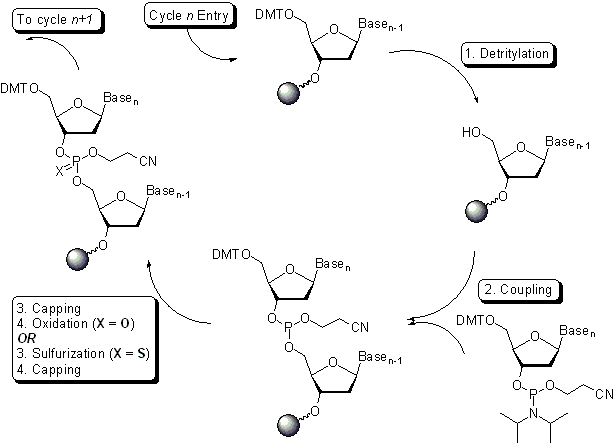
Cykl syntetyczny podczas otrzymywania oligonukleotydów metodą amidofosforynową na podłożu stałym

Syntetyczne oligonukleotydy mogą mieć budowę identyczną z naturalną lub być modyfikowane, w części fosforanowej, w pierścieniu rybozy/deoksyrybozy lub w części zasady azotowej, np. w celu uzyskania różnych efektów farmakologicznych. Modyfikacje te nadają oligonukleotydom nowe właściwości i są kluczowym elementem wykorzystania ich w terapii, np. antysensowej, jako siRNA, aptamery i in.
Oligonukleotydy są syntetyzowane chemicznie zazwyczaj zautomatyzowaną metodą amidofosforynową na podłożu stałym. Synteza przebiega w kierunku 3' do 5' i polega na stopniowym dołączaniu kolejnych reszt nukleotydowych do rosnącego łańcucha. Każdy cykl obejmuje cztery reakcje chemiczne: odblokowanie grupy 5'-hydroksylowej, kondensację (dołączenie kolejnej jednostki nukleotydowej), tzw. kapowanie (trwałe zablokowanie nieprzereagowanych grup 5'-OH) i utlenianie fosforynu do fosforanu. Po każdej z nich podłoże  jest przemywane rozpuszczalnikiem w celu usunięcia produktów ubocznych i nieprzereagowanych substratów. Wydajność końcowa całej syntezy Wk wynosi:
Wk = Wn × 100%
gdzie n – liczba cykli syntetycznych, Wn – średnia wydajność jednego cyklu wyrażona jako ułamek molowy
Aby uzyskać pożądany oligonukleotyd konieczne jest osiągnięcie wydajności bliskiej 100% dla każdej reakcji podczas syntezy. Typowa długość syntetycznych oligonukleotydowe jest rzędu 20 nukleotydów, a ich maksymalna długość może wynosić do 300 nukleotydów. Po syntezie usuwane są grupy blokujące, a produkt odłączany jest od podłoża, co uzyskuje się np. ogrzewając podłoże z oligonukleotydem w stężonym roztworze amoniaku. Do izolowania oraz oczyszczania uzyskanych łańcuchów oligonukleotydowych stosuje się HPLC lub elektroforezę.
Oligonukleotydy można też otrzymać na drodze hydrolizy (chemicznej lub enzymatycznej) kwasów nukleinowych oraz syntezy enzymatycznej.

## Modyfikacje oligonukleotydów
Tworzenie stabilnych chemicznie krótkich oligonukleotydów było najwcześniejszym wyzwaniem w rozwijaniu terapii antysensowej. Oligonukleotydy o budowie naturalnej są szybko rozkładane przez nukleazy, występujące w każdym typie komórek, a ponadto, ze względu na ujemny ładunek reszt fosforanowych, słabo przenikają przez błony komórkowe. Z tego względu, aby wykorzystać oligonukleotydy do celów terapeutycznych, konieczne jest wprowadzenie modyfikacji, które zwiększają ich stabilność i lipofilowość.

### Modyfikacje grupy fosforanowej
Najczęściej stosowaną modyfikacją grupy fosforanowej oligonukleotydów jest zamiana jednego z niewiążących atomów tlenu na atom siarki, a zatem zastąpienie naturalnej reszty fosforanowej resztą tiofosforanową. Jeden z niemostkowych atomów tlenu zostaje wówczas zastąpiony atomem siarki, dzięki czemu odporność na degradację enzymatyczną wzrasta o kilka rzędów wielkości. Innymi modyfikkacjami wiązania internukleotydowego są metylofosfoniany (P−CH
3), boranofosfoniany (P−BH−
3), amidofosforany (P−NR
2) i in.

### Modyfikacje w części cukrowej
Przykładowe modyfikacje w pozycji 2', to grupy 2'-O-metylowa i 2'-O-metoksyetylowa.

## Oligonukleotydy antysensowe
Oligonukleotydy antysensowe (ASO, z ang. antisense oligonucleotides) są pojedynczymi nićmi DNA lub RNA, które są komplementarne do wybranej sekwencji mRNA. Po wytworzeniu dupleksów typu RNA-DNA, nić mRNA jest degradowana przez RNazę H, wstrzymując syntezę niepożądanego białka.
Morfolino oligonukleotydy są grupa antysensowych oligonukleotydów, które są stosowane w biologii molekularnej do modyfikacji ekspresji genów. Ich struktura zawiera zasady DNA przyłączone do szkieletu pierścieni metylenomorfolinowych połączonych grupami fosforodiamidowymi. Zatwierdzone przez FDA leki golodirsen i eteplirsen, które są przeznaczone do leczenia DMD zawierają w swojej strukturze morfolino oligonukleotydy.

## Techniki analityczne
Oligonukleotydy mogą być analizowane za pomocą:
- wysokosprawnej chromatografii cieczowej z fazą odwrócona (RP-HPLC)[5][13]
- elektroforezy w żelu poliakrylamidowym (PAGE, z ang. poluacrylamide gel electrophoresis)[5]
- spektrometrii mas – stosuje się głównie dwie techniki jonizacji: desorpcja laserowa z udziałem matrycy (ang. matrix assisted laser desorption ionisation, MALDI) oraz elektrorozpylanie (ang. electrospray ionization, ESI)[14].
- mikromacierzy DNA, pozwalających na badanie ekspresji genów, jak również w innych badaniach biologicznych, medycznych i chemicznych[15].